# Skintight
«Skintight» — третій студійний альбом норвезької співачки Лів Крістін. Реліз відбувся 14 вересня 2010 року.

## Список пісень
Автор слів Лів Крістін, автор музики Торстен Бауер, Александр Крул. 
| #   | Назва                   | Тривалість |
| --- | ----------------------- | ---------- |
| 1.  | «Skintight»             | 3:18       |
| 2.  | «Twofold»               | 3:07       |
| 3.  | «Train to Somewhere»    | 3:33       |
| 4.  | «Love in Grey»          | 4:10       |
| 5.  | «Emotional Catastrophe» | 2:43       |
| 6.  | «Life Line»             | 3:04       |
| 7.  | «Boy at the Window»     | 3:45       |
| 8.  | «Wonders»               | 3:11       |
| 9.  | «Versified Harmonies»   | 4:12       |
| 10. | «The Rarest Flower»     | 4:05       |

Обмежене видання
| #   | Назва         | Тривалість |
| --- | ------------- | ---------- |
| 11. | «One of Them» | 3:24       |

## Персонал
- Лів Крістін — вокали
- Торстен Бауер — електро та акустичні гітари, мандолін, басс
- Севен Антонопулос – ударна установка
- Олівер Палотей – піаніно в треку "The Rarest Flower"
- Кристоф Кутцер – віолончель в треку "The Rarest Flower"